# Tanguy (film)
Tanguy – francuski film komediowy z 2001 roku w reżyserii Étienne Chatiliez. Zdjęcia kręcono w Paryżu i w Pekinie.

## Fabuła
Tanguy Guetz, 28-letni magister japonistyki i doktorant sinologii, mimo możliwości nie chce wyprowadzić się od rodziców. Rodzice marzą o tym, by w końcu ich opuścił. Ponieważ Tanguy nie reaguje na ich delikatne sugestie, postanawiają uprzykrzyć mu życie, by w końcu się wyniósł.

## Główne role
- Sabine Azéma: Edith Guetz
- André Dussollier: Paul Guetz
- Éric Berger: Tanguy Guetz
- Hélène Duc: babcia Odile
- Aurore Clément: Carole
- Jean-Paul Rouve: Bruno Lemoine
- André Wilms: psychoterapeuta
- Richard Guedj: Patrick
- Roger Van Hool: Philippe
- Nathalie Krebs: Noëlle
- Delphine Serina: Sophie
- Sachi Kawamata: Kimiko
- Annelise Hesme: Marguerite
- Jacques Boudet: sędzia
- Philippe Laudenbach: Badinier (prawnik)